# اهل اسول (بوهودة)
اهل اسول هي إحدى مشيخات المملكة المغربية، تتبع جغرافيا لإقليم تاونات وإداريًا لبوهودة. يقدر عدد سكانها بـ 3579 نسمة حسب الإحصاء الرسمي للسكان والسكنى لسنة 2004.